# Olivia Nichollsová
Olivia Ann Nichollsová (* 26. října 1994 Norwich) je britská profesionální tenistka. Ve své dosavadní kariéře na okruhu WTA Tour vyhrála tři turnaje ve čtyřhře. V sérii WTA 125 vybojovala jednu deblovou trofej. V rámci okruhu ITF získala devatenáct titulů ve čtyřhře. Na Letní univerziádě 2017 v Tchaj-peji vybojovala s Emily Arbuthnottovou bronzovou medaili z deblové soutěže.
Na žebříčku WTA byla ve dvouhře nejvýše klasifikována v září 2017 na 943. místě a ve čtyřhře v červnu 2025 na 23. místě. Připravuje se v Acleském tenisovém klubu. Trénuje ji Craig Veal a dlouhodobě matka Ann Nichollsová.
V britském týmu Billie Jean King Cupu debutovala v roce 2022 finálovým turnajem, na němž odehrála tři čtyřhry po boku Alicie Barnettové. K výhře Britek ve skupině přispěly vítězstvími nad Kazachstánkami i Španělkami. V semifinále pak podlehly v rozhodující čtyřhře Australankám Sandersové a Stosurové, znamenající vyřazení družstva. Do září 2025 v soutěži nastoupila k šesti mezistátním utkáním s bilancí 0–0 ve dvouhře a 3–3 ve čtyřhře.
Vyrostla v norfolkské vesnici Acle. Na univerzitě v Loughborough vystudovala bakalářský obor sportovní věda a management (BSc).

## Tenisová kariéra
Na okruhu WTA Tour debutovala březnovou čtyřhrou Lyon Open 2022. Přes norsko-britský pár Ulrikke Eikeriová a Samantha Murrayová Sharanová postoupila s krajankou Alicií Barnettovou do finále. V něm však nestačily na německo-ruskou dvojici Laura Siegemundová a Věra Zvonarevová po dvousetovém průběhu. V semifinále Istanbul Cupu 2022 je zastavily Natela Dzalamidzeová s Kamillou Rachimovovou. Do grandslamu premiérově zasáhla v ženském deblu Wimbledonu 2022, do něhož s Barnettovou obdržely divokou kartu. V úvodním kole zdolaly Češku Renatu Voráčovou s Estonskou Kaiou Kanepiovou. Poté jejich cestu soutěží ukončilo ukrajinsko-rumunské duo Nadija Kičenoková a Ioana Raluca Olaruová až v tiebreaku rozhodující sady.
Premiérový titul na túře WTA si odvezla s Barnettovou ze čtyřhry srpnového Championnats Banque Nationale de Granby 2022 v québeckém Granby. Ve finálovém duelu přehrály britsko-nizozemskou dvojici Harriet Dartová a Rosalie van der Hoeková až ziskem závěrečného supertiebreaku. Na úvod US Open 2022 odešly poraženy od třináctých nasazených  Alexy Guarachiové a Andreji Klepačové. Druhou trofej vybojovala s Australankou Olivií Gadeckou ve čtyřhře austinského ATX Open 2024. Ve finále přehrály polsko-nizozemskou dvojici Katarzyna Kawaová a Bibiane Schoofsová.
Třetí titul na okruhu WTA Tour získala se Slovenkou Terezou Mihalíkovou ve čtyřhře travnatého Berlin Tennis Open 2025. Na události kategorie WTA 500 přehrály ve čtvrtfinále turnajové dvojky Ljudmylu Kičenokovou s Erin Routliffeovou a poté i čtyřky Asii Muhammadovou s Demi Schuursovou. V souboji o titul ukončily 14zápasovou neporazitelnost italských světových šestek, nejvýše nasazených Sary Erraniové a Jasmine Paoliniové. Po finálových porážkách v 's-Hertogenboschi 2024 a Indian Wells 2025 ovládla s Mihalíkovou první společný turnaj. Po skončení vystoupala na kariérní maximum deblového žebříčku WTA, když 23. června 2025 figurovala na 23. příčce.

## Finále na okruhu WTA Tour

### Čtyřhra: 6 (3–3)
| Legenda            |
| ------------------ |
| Grand Slam (0)     |
| Turnaj mistryň (0) |
| WTA 1000 (0–1)     |
| WTA 500 (1–0)      |
| WTA 250 (2–2)      |

| Stav       | č. | datum       | turnaj                      | kategorie | povrch    | spoluhráčka       | soupeřky ve finále                      | výsledek         |
| ---------- | -- | ----------- | --------------------------- | --------- | --------- | ----------------- | --------------------------------------- | ---------------- |
| Finalistka | 1. | březen 2022 | Lyon, Francie               | WTA 250   | tvrdý (h) | Alicia Barnettová | Laura Siegemundová Věra Zvonarevová     | 5–7, 1–6         |
| Vítězka    | 1. | srpen 2022  | Granby, Kanada              | WTA 250   | tvrdý     | Alicia Barnettová | Harriet Dartová Rosalie van der Hoeková | 5–7, 6–3, [10–1] |
| Vítězka    | 2. | březen 2024 | Austin, Spojené státy       | WTA 250   | tvrdý     | Olivia Gadecká    | Katarzyna Kawaová Bibiane Schoofsová    | 6–2, 6–4         |
| Finalistka | 2. | červen 2024 | Rosmalen, Nizozemsko        | WTA 250   | tráva     | Tereza Mihalíková | Ingrid Neelová Bibiane Schoofsová       | 6–7(6–8), 3–6    |
| Finalistka | 3. | březen 2025 | Indian Wells, Spojené státy | WTA 1000  | tvrdý     | Tereza Mihalíková | Asia Muhammadová Demi Schuursová        | 2–6, 6–7(4–7)    |
| Vítězka    | 3. | červen 2025 | Berlín, Německo             | WTA 500   | tráva     | Tereza Mihalíková | Sara Erraniová Jasmine Paoliniová       | 4–6, 6–2, [10–6] |

## Finále série WTA 125

### Čtyřhra: 3 (1–2)
| Legenda       |
| ------------- |
| WTA 125 (1–2) |

| Stav       | č. | datum         | turnaj                    | povrch    | spoluhráčka       | soupeřky ve finále                  | výsledek            |
| ---------- | -- | ------------- | ------------------------- | --------- | ----------------- | ----------------------------------- | ------------------- |
| Finalistka | 1. | prosinec 2022 | Limoges, Francie          | tvrdý (h) | Alicia Barnettová | Oxana Kalašnikovová Marta Kosťuková | 5–7, 1–6            |
| Vítězka    | 1. | březen 2024   | Charleston, Spojené státy | tvrdý     | Olivia Gadecká    | Sara Erraniová Tereza Mihalíková    | 6–2, 6–1            |
| Finalistka | 2. | květen 2025   | Paříž, Francie            | antuka    | Tereza Mihalíková | Irina Chromačovová Fanny Stollárová | 6–4, 6–7(5), [5–10] |

## Tituly na okruhu ITF
| Dotace turnajů okruhu ITF | Dotace turnajů okruhu ITF |
| ------------------------- | ------------------------- |
| 100 000 $ tournaments     | 80 000 $ tournaments      |
| 75 000 $ tournaments      | 60 000 $ tournaments      |
| 50 000 $ tournaments      | 25 000 $ tournaments      |
| 15 000 $ tournaments      | 10 000 $ tournaments      |

### Čtyřhra (19 titulů)
| Č.  | datum              | turnaj                                 | povrch    | spoluhráčka        | poražené finalistky                              | výsledek              |
| --- | ------------------ | -------------------------------------- | --------- | ------------------ | ------------------------------------------------ | --------------------- |
| 1.  | 14. listopadu 2015 | Bath, Spojené království               | tvrdý (h) | Sarah Beth Greyová | Freya Christieová Lisa Whybournová               | 1–6, 6–4, [10–2]      |
| 2.  | 20. února 2016     | Penisola di Wirral, Spojené království | tvrdý (h) | Sarah Beth Greyová | Veronica Corningová Harriet Dartová              | 6–2, 1–6, [10–8]      |
| 3.  | 24. září 2016      | Nottingham, Spojené království         | tvrdý (h) | Sarah Beth Greyová | Dasha Ivanovová Margot Yerolymosová              | 6–2, 1–6, [10–8]      |
| 4.  | 5. listopadu 2016  | Sheffield, Spojené království          | tvrdý (h) | Sarah Beth Greyová | Mia Eklundová Nika Šytkuská                      | 7–6(7–3), 7–5         |
| 5.  | 12. listopadu 2016 | Shrewsbury, Spojené království         | tvrdý (h) | Sarah Beth Greyová | Alicia Barnettová Lauren McMinnová               | 6–3, 6–3              |
| 6.  | 11. února 2017     | Edgbaston, Spojené království          | tvrdý (h) | Sarah Beth Greyová | Melanie Stokkeová Julia Wachaczyková             | 6–3, 5–7, [10–7]      |
| 7.  | 23. září 2017      | Madrid, Španělsko                      | tvrdý     | Alicia Barnettová  | Marina Bassols Riberová Julia Payolová           | 6–1, 6–2              |
| 8.  | 17. března 2018    | Ramat ha-Šaron, Izrael                 | tvrdý     | Alicia Barnettová  | Charlotte Römerová Caroline Wernerová            | 6–4, 7–6(7–4)         |
| 9.  | 24. března 2018    | Tel Aviv, Izrael                       | tvrdý     | Alicia Barnettová  | Mathilde Armitanová Elixane Lechemiová           | 7–6(7–3), 6–3         |
| 10. | 15. dubna 2018     | Óbidos, Portugalsko                    | tvrdý     | Sarah Beth Greyová | An-Sophie Mestachová Nina Stojanovićová          | 4–6, 7–6(7–4), [10–6] |
| 11. | 21. dubna 2018     | Óbidos, Portugalsko                    | Sintetico | Sarah Beth Greyová | Jessika Ponchetová Ganna Požničirenková          | 6–2, 6–1              |
| 12. | 10. listopadu 2018 | Shrewsbury, Spojené království         | tvrdý (h) | Sarah Beth Greyová | Tayisiya Mordergerová Yana Mordergerová          | 0–6, 6–3, [10–4]      |
| 13. | 29. února 2020     | Sunderland, Spojené království         | tvrdý (h) | Alicia Barnettová  | Celia Cervino Ruizová Maria Gutierrez Carrascová | 6–4, 7–6(8–6)         |
| 14. | 19. června 2021    | Figueira da Foz, Portugalsko           | tvrdý     | Alicia Barnettová  | Berfu Cengizová Anastasija Tichonovová           | 6–3, 7–6(7–3)         |
| 15. | 16. dubna 2022     | Bellinzona, Švýcarsko                  | antuka    | Alicia Barnettová  | Xenia Knollová Oxana Selechmetěvová              | 6–7(7–9), 6–4, [10–7] |
| 16. | 6. srpna 2022      | Grodzisk Mazowiecki, Polsko            | tvrdý     | Alicia Barnettová  | Vivian Heisenová Katarzyna Kawaová               | 6–1, 7–6(7–3)         |
| 17. | 12. března 2023    | Trnava, Slovensko                      | tvrdý (h) | Alicia Barnettová  | Anastasia Dețiuc Amina Anšbová                   | 6–3, 6–3              |
| 18. | 23. července 2023  | Vitoria-Gasteiz, Španělsko             | tvrdý     | Alicia Barnettová  | Diāna Marcinkēvičová Estelle Cascinová           | 6–3, 6–4              |
| 19. | leden 2024         | Porto, Portugalsko                     | tvrdý (h) | Sarah Beth Greyová | Francisca Jorgeová Matilde Jorgeová              | 4–6, 6–3, [10–6]      |